# Prijamna zgrada na željezničkoj postaji Klis
Prijamna zgrada na željezničkoj postaji Klis, prijamna zgrada u gradiću Klisu, zaštićeno kulturno dobro.

## Opis dobra
Prijamna zgrada na nekadašnjoj željezničkoj postaji Klis, Štacija 4, Klis-Megdan 56, nalazi se SZ od tvrđave Klis. Sagrađena je 1903. kao prateći objekt uskotračne željezničke pruge Split–Sinj. To je niz od tri zgrade pravokutnog tlocrta, sve sa suterenom: katnica s potkrovljem, te prizemna čekaonica za putnike i pomoćna zgrada. Građene su bijelim kamenom grublje obrade s detaljima od sivog kamena. Krovovi su drveni dvostrešni s dubokim strehama. Otvori pročelja su pravilno raspoređeni. U suterenu je trijem s lučnim otvorima. Ulazi u suteren su na jugu, a u prizemlje na sjeveru. Istočno se nalazi „gustirna“. Zgrada je značajna u pregledu industrijske baštine s početka 20.st.

## Zaštita
Pod oznakom Z-6060 zavedena je kao nepokretno kulturno dobro - pojedinačno, pravna statusa zaštićena kulturnog dobra, klasificirano kao "profana graditeljska baština".